# Banque de la république du Burundi
Pour les articles homonymes, voir BRB.
La Banque de la république du Burundi (BRB) est la banque centrale burundaise.

## Histoire
La banque centrale, dont le nom est abrégé en « BNR », a évolué progressivement:
- Un décret royal du 27 juillet 1887 établit le franc comme monnaie de compte pour l'État indépendant du Congo, également appelé État indépendant du Congo, et inclut également le Rwanda.

- L'accord d'Helgoland de 1890 place le Rwanda et le Burundi dans la sphère d'influence allemande en Afrique ; la roupie est-africaine allemande est la monnaie officielle; le franc français continue néanmoins de circuler.

- Suite aux actions de la Belgique, le Congo belge devient membre de l'Union monétaire latine en 1908.

- La Banque du Congo belge est créée en 1909.
- La Banque du Congo belge émet ses premiers billets en 1912.
- Le Rwanda et le Burundi sont rattachés à la zone franc du Congo après la défaite de l'Allemagne lors de la Première Guerre mondiale; 1927.
- La colonie du Congo belge et la Banque du Congo belge établissent une nouvelle relation. 1927-1952
- Période de la Seconde Guerre mondiale: implication temporaire de la Banque d'Angleterre; Le franc congolais est coté à Londres.
- Banque Centrale du Congo Belge et du Ruanda-Urundi (BCCBRU) 1952 - 1960[4]
- Banque d'Émission du Rwanda et du Burundi (BERB) / (Banque émettrice du Rwanda et du Burundi) - 1960 - 1964
- La Banque Royale du Burundi (BRB) et la Banque Nationale du Rwanda (BNR) ont ouvert leurs portes en 1964.
- La Banque de la République du Burundi (BRB) ouvre ses portes en 1966.

Dieudonné Murengerantwari est nommé gouverneur de la BRB en août 2022, en remplacement de Jean Ciza. Il est démis de ses fonctions le 8 octobre 2023 et interpellé par Service national de renseignement en raison d'accusations de malversations économiques. Le président Évariste Ndayishimiye nomme Édouard Normand Bigendako au poste de gouverneur.
La BRB est critiquée par des organisations de la société civile pour son manque d'indépendance vis-à-vis du pouvoir politique.

## Liste de presidents
| Rang | Nom                       | Mandat      |
| ---- | ------------------------- | ----------- |
| 1er  | Bonaventure Kidwingira    | 1967–1977   |
| 2e   | Elisee Ntahonikora        | 1977–1980   |
| 3e   | Aloys Ntahonkiriye        | 1980–1986   |
| 4e   | Isaac Budabuda            | 1987-1992   |
| 5e   | Mathias Sinamenye         | 1992–1998   |
| 6e   | Grégoire Banyiyezako      | 1998–2003   |
| 7e   | Salvator Toyi             | 2003–2006   |
| 8e   | Gabriel Ntisezerana       | 2006–2007   |
| 9e   | Isaac Bizimana            | 2007        |
| 10e  | Gaspard Sindayigaya       | 2007–2012   |
| 11e  | Jean Ciza                 | 2012–2022   |
| 12e  | Dieudonné Murengerantwari | 2022–2023   |
| 13e  | Édouard Normand Bigendako | Depuis 2023 |